# 新加坡飞禽公园
新加坡飛禽公園（英語：Bird Paradise）是一座位於新加坡萬禮的鳥類園區。園區於2023年5月8日正式開放以取代原本的裕廊飛禽公園，並成為萬態野生動物世界的一部分。萬態野生動物世界還包括新加坡動物園、夜間野生動物園、河川生態園以及亚洲雨林探险园。新加坡飛禽公園佔地約17公頃，擁有比前裕廊飛禽公園更大、數量翻倍的步入式鳥園。該園由新加坡建築設計事務所RSP雅詩柏設計事務所負責設計。

## 歷史
2016年，萬態野生動物集團宣布將關閉裕廊飛禽公園，並計劃在2020年前將整個鳥類收藏遷移至萬禮湖路另一個規模相近的新園區。此舉旨在將新加坡原有的三座野生動物園區與新建的亚洲雨林探险园整合，形成一個全面整合的自然與野生動物區，統稱為萬態野生動物世界。
2021年，該集團宣布位於萬禮的新園區命名為新加坡飛禽公園（英文名则为“Bird Paradise”）。同時也宣布，因施工環境條件困難及2019冠状病毒病疫情逐漸消退所帶來的持續影響，公園的開幕將略為延後。
2022年，官方宣布裕廊飛禽公園將於2023年1月3日關閉，以加快搬遷至萬禮新園區的進度。
新加坡飛禽公園於2023年5月8日正式對外開放，門票預售於同年4月24日開始。

## 表演節目

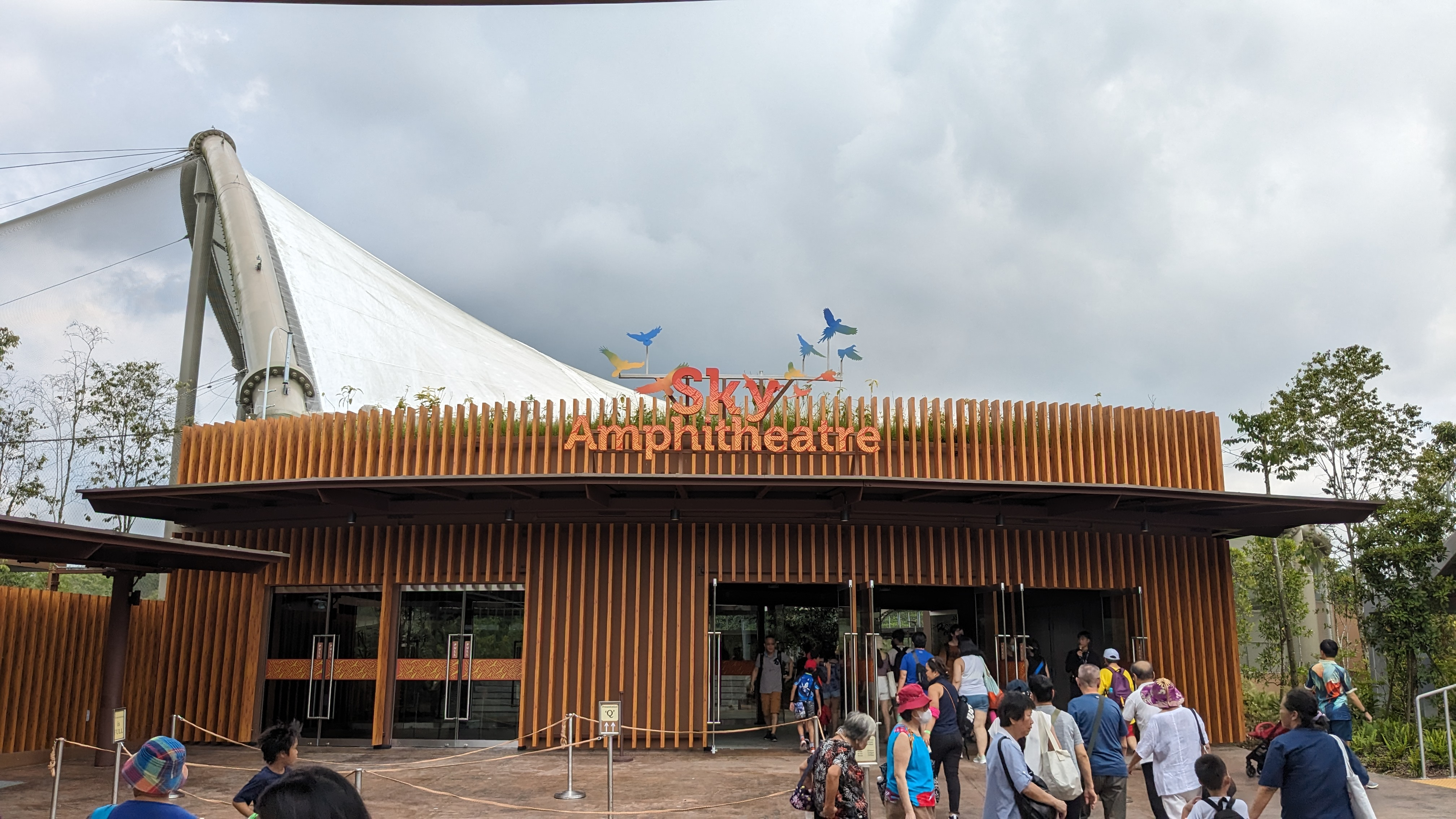
新加坡飛禽公園天際劇場

新加坡飛禽公園設有兩場現場表演節目，分別為《猛禽表演》（英語：Predators on Wings）與《展翅高飞表演》（英語：Wings of the World），每日於園區內的天際劇場定時上演。
《展翅高飛表演》雲集了許多曾於裕廊飛禽公園登場的動物大使，其中包括多隻著名鳥類：大冠犀鳥「Sunny」；黃頸亞馬遜鸚鵡「Amigo」，牠不僅能以三種語言歌唱，也是新加坡飛禽公園的吉祥物之一，曾與多隻斑犀鳥一同亮相；以及一隻年逾50歲的葵花凤头鹦鹉。
《猛禽表演》則展示了世界各地猛禽的力量與威勢。觀眾可欣賞到的物種包括：美國白頭海鵰、栗翅鷹、红头美洲鹫與白腹海鵰等。

## 交通資訊

### 大眾交通
與鄰近的新加坡動物園、夜間野生動物園及河川生態園相同，新加坡飛禽公園位於萬態野生動物世界的西側，並設有專屬的巴士站。目前有138與927兩條巴士路線可抵達。138號巴士連接至最近的春葉地鐵站及宏茂橋地鐵站；927號巴士則連接至蔡厝港地鐵／輕軌站。此外，171號巴士雖經過保護區附近，但並不直接進入園區內。

### 接駁車
名為「萬禮－卡迪接駁車（英語：Mandai Khatib Bus）」的接駁服務每日往返卡迪地鐵站與新加坡飛禽公園之間。單程票價為新幣2.50元（適用於3歲以上乘客）。